# Eubaphe aeetes
Eubaphe aeetes är en fjärilsart som beskrevs av William Schaus 1889. Eubaphe aeetes ingår i släktet Eubaphe och familjen mätare. Inga underarter finns listade i Catalogue of Life.